# 南布魯克斯維爾 (佛羅里達州)
南布魯克斯維爾（英語：South Brooksville）是位於美國佛羅里達州赫爾南多縣的一個人口普查指定地區。

## 地理
南布魯克斯維爾的座標為28°32′25″N 82°23′41″W / 28.54028°N 82.39472°W，而該地最高點為海拔高度35米（即115英尺）。

## 人口
根據2010年美國人口普查的數據，南布魯克斯維爾的面積為47.90平方千米，當中陸地面積為47.10平方千米，而水域面積為0.80平方千米。當地共有人口4007人，而人口密度為每平方千米83人。